# Schmidtia
Schmidtia és un gènere de plantes de la subfamília de les cloridòidies, família de les poàcies, ordre de les poals, subclasse de les commelínides, classe de les liliòpsides, divisió dels magnoliofitins.

## Taxonomia
- Schmidtia bulbosa
- Schmidtia kalahariensis
- Schmidtia misakia Jordan et Starks
- Schmidtia pappophoroides
- Schmidtia subtilis Tratt.
- Schmidtia utriculosa